# Microregione di Londrina
Londrina è una microregione del Paraná in Brasile, appartenente alla mesoregione di Norte Central Paranaense.

## Comuni
È suddivisa in 5 comuni:
- Cambé
- Ibiporã
- Londrina
- Rolândia
- Tamarana